# 朴景利
朴景利（1926年12月2日—2008年5月5日）是韓國女小說家。

## 生平
她於1957年以短篇小說《不信時代》獲得現代文學新人獎，1961年以長篇小說《漂流島》獲得來成文學獎，在1965年以長篇小說《市場和戰場》獲得韓國女流文學獎，之後獲得月灘文學獎（1972）、仁村文學獎（1990）、湖巖藝術獎（1996）。她的女婿是詩人金芝河。

## 作品
《剪刀》（1956）、《不信時代》（1957）、《玲珠和貓》（1957）、《暗黑時代》（1958）、《漂流島》（1959）、《聖女和魔女》（1960）等初期作品，主要在描繪女性敘述者的悲劇性遭遇。
朴景利最具代表性的作品是大河小說《土地》
。